# Cantón de Grandvillars
El cantón de Grandvillars (en francés canton de Grandvillars) es una división administrativa francesa situada en el departamento del Territorio de Belfort, de la región de Borgoña-Franco Condado. La cabecera (bureau centralisateur en francés) está en Grandvillars.

## Historia
Fue creado en 1970. Al aplicar el decreto n.º 2014-155 del 13 de febrero de 2014 sufrió una redistribución comunal con cambios en los límites territoriales.

## Comunas
- Angeot
- Autrechêne
- Bessoncourt
- Bethonvilliers
- Boron
- Brebotte
- Bretagne
- Chavanatte
- Chavannes-les-Grands
- Cunelières
- Eguenigue
- Fontaine
- Fontenelle
- Foussemagne
- Frais
- Froidefontaine
- Grandvillars
- Grosne
- Lacollonge
- Lagrange
- Larivière
- Menoncourt
- Méziré
- Montreux-Château
- Morvillars
- Novillard
- Petit-Croix
- Phaffans
- Recouvrance
- Reppe
- Suarce
- Vauthiermont
- Vellescot